# Christopher Martins Pereira
Christopher Martins Pereira (Luxemburgo, Luxemburgo, 19 de febrero de 1997) es un futbolista luxemburgués. Juega como centrocampista y su equipo es el F. C. Spartak de Moscú de la Liga Premier de Rusia.

## Clubes
| Club                            | País       | Año       |
| ------------------------------- | ---------- | --------- |
| R. F. C. U. Luxembourg          | Luxemburgo | 2013      |
| Olympique de Lyon II            | Francia    | 2013-2017 |
| Olympique de Lyon               | Francia    | 2017-2019 |
| F. C. Bourg-en-Bresse (cedido)  | Francia    | 2017-2018 |
| E. S. Troyes A. C. (cedido)     | Francia    | 2018-2019 |
| B. S. C. Young Boys             | Suiza      | 2019-2022 |
| F. C. Spartak de Moscú (cedido) | Rusia      | 2022      |
| F. C. Spartak de Moscú          | Rusia      | 2022-     |

## Palmarés

### Títulos nacionales
| Título             | Club                   | País  | Año  |
| ------------------ | ---------------------- | ----- | ---- |
| Superliga de Suiza | B. S. C. Young Boys    | Suiza | 2020 |
| Copa de Suiza      | B. S. C. Young Boys    | Suiza | 2020 |
| Superliga de Suiza | B. S. C. Young Boys    | Suiza | 2021 |
| Copa de Rusia      | F. C. Spartak de Moscú | Rusia | 2022 |